# 約瑟·麥當勞
約瑟·麥當勞（Joe MacDonald，1992年9月22日—），簡稱J·麥當勞，是一名英國足球運動員，可司職左中場及前鋒，現時效力香港甲組足球聯賽球隊晨曦。

## 球員生涯
約瑟·麥當勞出身於英格蘭著名足球勁旅曼聯，及後加盟黑池，從青年軍踢到預備組，更曾經為黑池一隊上陣過數次。
2011年5月，麥當勞因父母到香港工作，他亦跟著移居香港，在跟隨港會操練兩星期後，獲得香港甲組足球聯賽球隊晨曦垂青，於5月24日簽署合約，待7月份與黑池約滿後，便會正式加盟晨曦。